# Ordonnac
Ordonnac (okzitanisch Ordonac) ist eine französische Gemeinde im Département Gironde in der Region Nouvelle-Aquitaine (vor 2016: Aquitanien) mit 487 Einwohnern (Stand: 1. Januar 2022). Sie gehört zum Arrondissement Lesparre-Médoc und zum Kanton Le Nord-Médoc. Die Einwohner werden Ordonnacais genannt.

## Geografie
Ordonnac liegt etwa 56 Kilometer nordnordwestlich von Bordeaux im Norden der Halbinsel Médoc. Das Gemeindegebiet gehört zum Regionalen Naturpark Médoc. Umgeben wird Ordonnac von den Nachbargemeinden Blaignan-Prignac im Nordwesten und Norden, Saint-Yzans-de-Médoc im Nordosten und Osten, Saint-Seurin-de-Cadourne im Südosten, Saint-Germain-d’Esteuil im Süden und Südwesten sowie Lesparre-Médoc im Südwesten und Westen.

## Bevölkerungsentwicklung
| Jahr                       | 1962 | 1968 | 1975 | 1982 | 1990 | 1999 | 2010 | 2020 |
| Einwohner                  | 332  | 354  | 338  | 385  | 418  | 406  | 461  | 492  |
| Quellen: Cassini und INSEE |      |      |      |      |      |      |      |      |

## Sehenswürdigkeiten
- Kirche Saint-Romain aus dem 19. Jahrhundert
- Kapelle Potensac (siehe auch: Liste der Monuments historiques in Ordonnac)
- Reste des Klosters Saint-Pierre-de-l’Isle
- Schloss Potensac, Weinbaudomäne

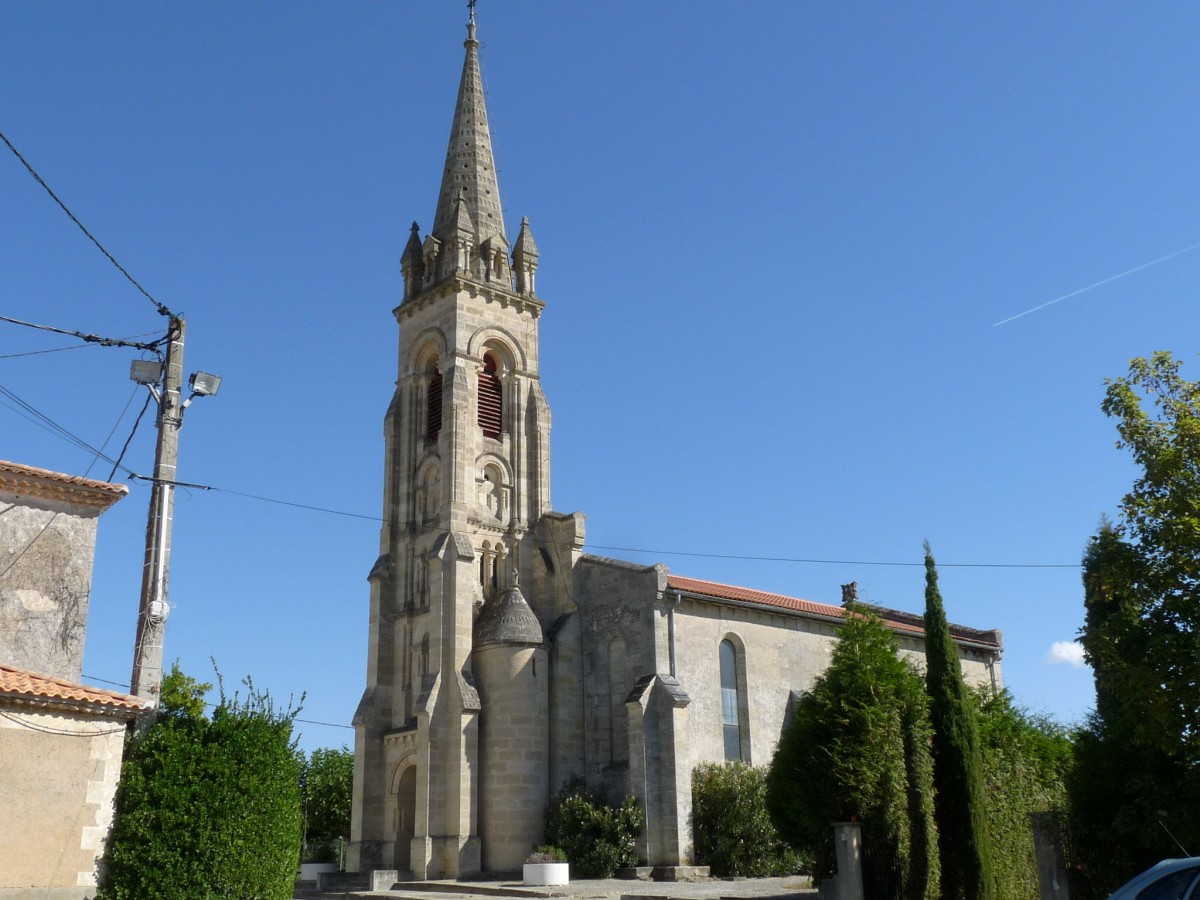
Kirche Saint-Romain
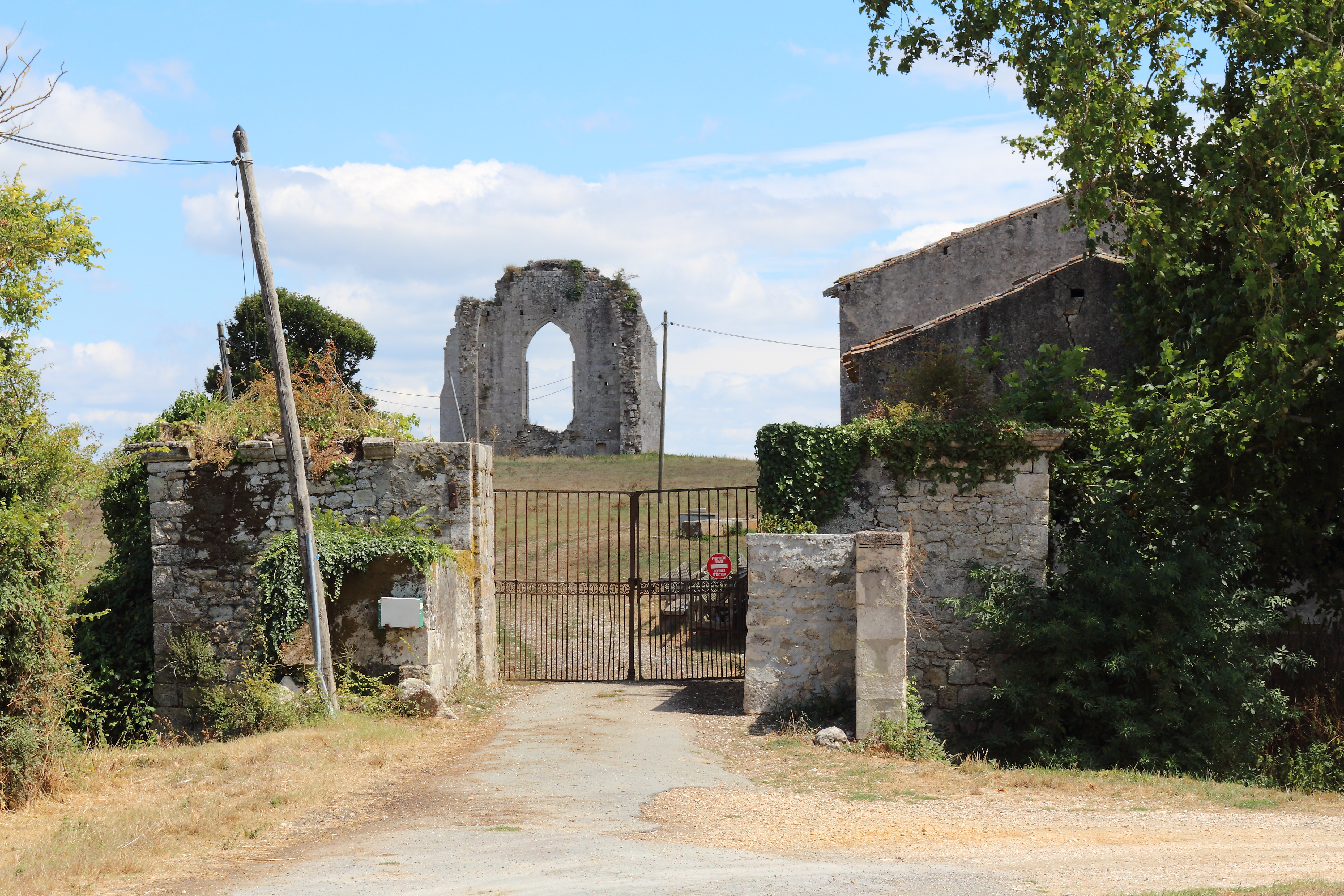
Klosterruine Saint-Pierre-de-l’Isle